# Координационный центр мусульман Северного Кавказа
Централизованная религиозная организация «Координационный центр мусульман Северного Кавказа» (КЦМСК) — крупнейший межрегиональный муфтият в России со штаб-квартирой в Москве.

## История
Координационный центр мусульман Северного Кавказа пришёл на смену распавшемуся на рубеже 1980—1990-х годов Духовному управлению мусульман Северного Кавказа (Буйнакск). До 1998 года новые муфтияты северокавказских регионов были номинально представлены в казанском Высшем координационном центре духовных управлений мусульман России (ВКЦДУМР) и московском Совете муфтиев России.
Учредительная конференция КЦМСК, оформившая полную независимость северокавказских муфтиятов от фактически татарских духовных управлений, состоялась 17 августа 1998 года в Назрани по инициативе муфтиев Чечни и Ингушетии Ахмата Кадырова и Магомеда Албогачиева. Последний стал первым председателем КЦМСК. Регистрация прошла 16 октября 1998 года.
25 декабря 2001 года председатель КЦМСК был включён в президиум Межрелигиозного совета России, а позднее стал членом и Совета по взаимодействию с религиозными объединениями при Президенте России.
В 2003 году на прошедшем в Москве заседании КЦМСК муфтий ДУМ Карачаево-Черкесии Исмаил Бердиев был избран его новым председателем. Первым заместителем председателя с 2017 года является муфтий ДУМ Чечни. В 2022 году Бердиев был в пятый раз переизбран на должность председателя.
Объединение развивается не без внутренних противоречий. Так, муфтияты Чечни в 2012 и Дагестана в 2016 году временно покидали Координационный центр.
Именно КЦМСК посредством ДУМ Адыгеи и Краснодарского края обеспечивал молитвенные нужды мусульман-олимпийцев и паралимпийцев в 2014 году по договорённости с Оргкомитетом зимних олимпийских игр в Сочи.

## Состав
По данным официального сайта КЦМСК в его состав входят следующие централизованные организации:
- ДУМ Республики Адыгея и Краснодарского края;
- ДЦМ Республики Ингушетия;
- ДУМ Кабардино-Балкарской Республики;
- ДУМ Республики Калмыкия;
- ДУМ Карачаево-Черкесской Республики;
- ДУМ Республики Северная Осетия-Алания;
- ДУМ Ставропольского края;
- ДУМ Чеченской Республики;
- Муфтият Республики Дагестан.

## Председатели
- Магомед Албогачиев (1998—2003)[4][6]
- Исмаил Бердиев (2003—2024)[7]
- Салах Межиев (с 2024)

## Награды
Награды, присуждаемые КЦМСК:
- «За заслуги перед Уммой»[6]

## Взгляды
Координационный центр следует консервативному пониманию традиционного ислама на Северном Кавказе. Последовательно выступает против распространения привнесённого извне ваххабизма. В октябре 2003 года, в связи с тем, что лидер Совета муфтиев России Равиль Гайнутдин высказал толерантное отношение к ваххабизму, руководство КЦМСК сделало заявление:
С тревогой и недоумением мы восприняли недавнее заявление главы Совета муфтиев России Равиля Гайнутдина относительно того, что нельзя считать ваххабизм экстремистской идеологией. Где, как не на Кавказе, хорошо известно, что данное утверждение, мягко говоря, не соответствует действительности. С нами согласятся жители горных сел, в которые ваххабиты принесли войну и разрушение, имамы, на которых объявлена охота из-за того, что те мешают „очищению Ислама“, матери, сыновья которых подорвались на взрывчатке, заложенной ваххабитами. Об этом можно узнать из авторитетных трудов ученых-богословов как наших дней, так и прошлого. Много лет мы ведем работу по разъяснению опасной и преступной сущности ваххабизма, который не только служит инструментом дестабилизации обстановки, но и наносит огромный вред Исламу. На наш взгляд, ваххабизм, под каким бы соусом он ни подавался, не может быть признан в России.